# 한국언론인연합회
한국언론인연합회는 2001년 10월 23일에 설립된 연합 단체로, 사무실은 서울특별시 영등포구 국회대로 74길 20이다.

## 설립 배경
2001년 10월, 국민의 정부가 사상 초유의 조선, 동아 등 주요 언론사 세무조사를 단행해 우리 언론이 많은 탄압을 받았다

## 연혁

### 2001년
10월23일
- 한국 프레스 센터에서 창립 총회 개최
- 2001년 초대회장 서정우 회장 취임

### 2002년
10월
- 사단법인 인가 (문화관광부)

12월
- 자랑스런한국인대상 시상식

### 2003년
3월
- 한국언론인양성 아카데미 교실 설립

### 2004년
2월
- 국제 언론단체와 정보 교류 사업

### 2006년
3월 1일
- 《한국언론100년사》 출간

### 2010년
2월 2일
- 이상열 제4대 회장 취임

- 이사 서정우, 박대석, 최재영, 박승준, 이규원, 이창성, 송대수, 정종석, 전평국, 허영섭, 박상병 12명 선임

6월 9일
- 제6회 참언론인대상

8월27일
- 대한민국 참교육대상

12월 10일
- 자랑스런한국인대상

### 2011년
3월 18일
- 대한민국 참교육대상

6월 9일
- 한국 참언론인대상

12월 3일
- 자랑스런한국인대상

### 2012년
3월 15일
- 대한민국 참교육대상

9월 4일
- 한국 참언론인대상

12월 4일
- 자랑스런한국인대상

### 2013년
2월
- 이상열 한언련 5대 회장 연임

4월 3일
- 제1회 대한민국나눔봉사대상 제정

4월 10일
- 대한민국 참교육대상

7월 26일
- 대한민국 최고 브랜드대상

10월 11일
- 한국 참언론인 대상

12월 20일
- 자랑스런한국인대상

### 2014년
4월 10일
- 대한민국 참교육대상

7월 1일
- 참언론인대상

10월 11일
- 대한민국 최고 브랜드대상

12월 10일
- 자랑스런한국인대상

### 2015년
4월 10일
- 참교육대상

6월 23일
- 참언론인대상

10월 8일
- 대한민국지방자치발전대상

12월 21일
- 자랑스런한국인대상

### 2016년
2월 29일
- 최재영 제6대 회장 취임

7월 1일
- 한국참언론인대상

12월 15일
- 자랑스런한국인대상

### 2017년
5월 16일
- 제4회 대한민국나눔봉사대상 시상

12월 15일
- 한중정상회담 한국기자 폭행사건 성명서 발표(연합뉴스, KBS 등 방송)

### 2018년
5월 16일
- 2018 제5회 대한민국나눔봉사대상 시상

7월 25일
- 제14회 한국참언론인대상 시상

12월 12일
- 제18회 자랑스런한국인대상 시상

### 2019년
1월 26일
- 전평국(전 MBC워싱턴특파원, 경기대 대학원장) 한언련 7대 회장 취임

7월 23일
- 서정우(연세대학교 명예교수) 한언련 8대 회장 취임

7월 12일
- 제5회 지방자치발전대상 시상

10월 4일
- 제15회 한국참언론인대상 시상

12월 18일
- 제19회 자랑스런한국인대상 시상

### 2021년
11월 1일
- 이상열(전 MBC 본부장/ 뉴스데스크 앵커, 세종대 석좌교수) 한언련 9대 회장 취임

- 명예회장 서정우

- 부회장 정종석 부회장 황인환
- 부회장 이규원 사무총장 최형근
- 이사 박대석 이사 이창성 이사 송대수 이사 한우조
- 이사 박치형 이사 이형용 이사 김재홍

### 2022년
1월22일
- 제20회 자랑스런한국인대상

## 임원 및 심사위원

### 고문
- 남시욱 (세종대 석좌교수/전 문화일보 사장)
- 최동호 (전 세종대 이사장/전 KBS 부사장)
- 이현락 (전 경기일보 사장/ 전 동아일보 전무)
- 엄기영 (전 MBC 사장)
- 우원길 (전 SBS 사장)

### 회장
- 이상열 (전 MBC 보도본부장/전 세종대 석좌교수)

### 명예회장
- 서정우 (전 연세대 홍보대학원장/현 연세대 명예교수)

### 부회장
- 정종석 (현 (주)금융소비자뉴스 대표이사)

- 황인환 (전 세계일보 출판국장)
- 이규원 (전 세계일보 논설위원)
- 송대수 (전 스포츠서울 대표이사)

### 사무총장
- 최형근 (현 (주)빅텍미디어 이슈메이커 사장)

### 이사
- 박대석 (전 KBS 대기자 및 9시뉴스 앵커)

- 한우조 (전 KBS 보도부기자/현 LPN TV 논설위원)
- 박치형 (고려대 특임교수)

## 운영 자문위원
- 오승호 (전 서울신문 편집국장)

- 김균미 (전 서울신문 편집국장)
- 곽태헌 (서울신문 사장)
- 오병남 (전 서울신문 상무)
- 이목희 (전 서울신문 상무)
- 고미석 (동아일보 논설위원)
- 손현덕 (매일경제 편집국장)
- 신동욱 (TV조선 앵커)
- 장성민 (TV조선 앵커)
- 정은창 (KBS 보도국장)
- 조복래 (연합뉴스 상무이사)
- 최기화 (MBC 보도국장)
- 최훈 (중앙일보 편집국장)
- 조호연 (경향신문 논설위원)
- 하종대 (동아일보 편집부국장)
- 김균미 (전 서울신문 편집국장)
- 이건상 (전남일보 편집국장)
- 최희준 (TV조선 취재담당 에디터)
- 이현주 (KBS 시사제작국장)
- 김상운 (MBC 논설위원)
- 김인기 (SBS 논설위원)
- 임정기 (중부매일 편집국장)
- 배명복 (중앙일보 논설위원 국장 겸 순회특파원)
- 고광철 (한국BP에듀 대표)
- 곽태헌 (서울신문 사장)
- 권순택 (전 동아일보 출판국장)
- 권재홍 (전 MBC 부사장)
- 김지원 (KBS 부산방송총국 보도국장)
- 민경욱 (전 청와대 대변인/ 전 KBS 9시뉴스 앵커)
- 박현수 (경인일보 편집국장)
- 성회용 (SBS 미디어사업국 국장)
- 오병상 (JTBC 보도국장)
- 이종구 (경남신문 편집국장)
- 이하경 (중앙일보 주필)
- 허문명 (동아일보 오피니언 팀장)
- 전병준 (매일경제 논설위원실 실장)
- 하남신 (방송통신심의위원회 위원/전 SBS 논설실장)
- 오병남 (전 서울신문 상무)
- 황정미 (세계일보 논설위원)
- 박종진 (채널A 앵커)
- 김진국 (중앙일보 대기자)
- 이선재 (KBS 심의실장)
- 정병진 (한국일보 주필·이사대우)
- 조주희 (ABC뉴스 서울지국장)
- 배인준 (동아일보 고문)
- 고대영 (전 KBS 보도본부장)
- 김성수 (전 연합뉴스 편집상무)
- 김봉선 (경향신문 출판국장)
- 박노황 (연합뉴스 대표이사 사장)
- 이목희 (전 서울신문 상무)
- 문철호 (부산 MBC 사장)
- 양철훈 (광주방송 대표이사)
- 강인선 (조선일보 주말뉴스부장)
- 전영기 (중앙일보 논설위원/전 JTBC 9시뉴스 앵커)
- 정성희 (동아일보 논설위원/ 전 한국여기자협회 회장)
- 박재현 (매일경제 상무)
- 황호택 (한국신문방송편집인협회 회장/동아일보 논설주간)
- 임철순 (한국언론문화포럼 회장)
- 황헌 (MBC 뉴스광장 앵커)
- 김세형 (매일경제 전무이사)
- 김진 (중앙일보 논설위원)
- 홍찬식 (동아일보 수석논설위원)
- 박노승 (전 경향신문 편집국장)
- 최창근 (전 KBS 해설위원)
- 강호원 (세계일보 논설실장)
- 이연섭 (전 경기일보 편집국장)

## 홍보위원
- 김진희 (KBS 아나운서)
- 조수빈 (채널A 앵커)
- 이윤아 (SBS 아나운서)
- 김소원 (SBS 아나운서)
- 이각경 (KBS 아나운서)